# Азовська провінція
Азовська провінція — адміністративно-територіальна одиниця, утворена 1775 році у складі Азовської губернії.
До Азовської провінції входили: м. Азов, фортеця св. Димитрія Ростовського (нині м. Ростов-на-Дону), м. Таганріг, Старо-Черкаськ (нині станиця Старочеркаська, обидва Ростовської області, РФ) з землями і станицями Області Війська Донського, Дніпровська лінія (в тому числі Катеринослав (м. Дніпропетровськ), Павлоград, Олександрівськ (нині Запоріжжя), Богородицька фортеця і військові поселення), Кінбурн із землями між Дніпром і Півдженним Бугом, м. Керч і Єнікале у Криму.
З утворенням 30 березня 1783 року Катеринославського намісництва  із Азовської і Новоросійської губерній Азовську провінцію як адміністративно-територіальну одиницю ліквідовано.